# Brevoortia tyrannus
El sábalo atlántico (Brevoortia tyrannus) es un pez plateado de la familia de los arenques, Clupeidea. Vive cerca de las costas norteamericanas del Atlántico Norte, desde Nueva Escocia hasta Florida. Se alimenta de plancton y es un pez filtrador, por lo que juega un papel importante en la clarificación del agua del mar.
Se mueven en grandes grupos y son presas de muchos otros peces y también aves. Aunque prácticamente no se utiliza en alimentación humana, se utiliza mucho para la producción de aceite y harina de pescado.